# Paysage à Cagnes
Paysage à Cagnes (quelquefois nommé Paysage à Lagnes) est une peinture à l'huile sur toile réalisée en 1921 par le peintre suisse naturalisé français Félix Vallotton, et conservée au musée des Beaux-Arts de Rouen.

## Description
L'œuvre signée F. VALLOTTON.21 en bas à  droite est celle d'une scène paysagère désignée par son titre comme se trouvant à Cagnes.
Sur un fond de versants de collines peu arborées bleutés par la présence de culture de lavande, une maison aux murs blancs occupe le centre de la composition. Un chemin de terre serpente vers elle à travers une roselière comme en témoignent leurs hautes tiges et quelques flaques d'eau sur un tapis d'herbe bien verte. À droite, un arbre mort domine un petit tertre brunâtre marquant plus de sécheresse.
Outre le jaune des roseaux qui occupe le centre à gauche et à droite, la palette du peintre dégage des couleurs franches en aplats, celle du bleu du ciel et ses reflets, l'orangé des tuiles de l'appentis accolé à la maison, le vert de l'herbe du premier plan.

À rapprocher de Maison et Roseaux aux mêmes éléments en 1923.

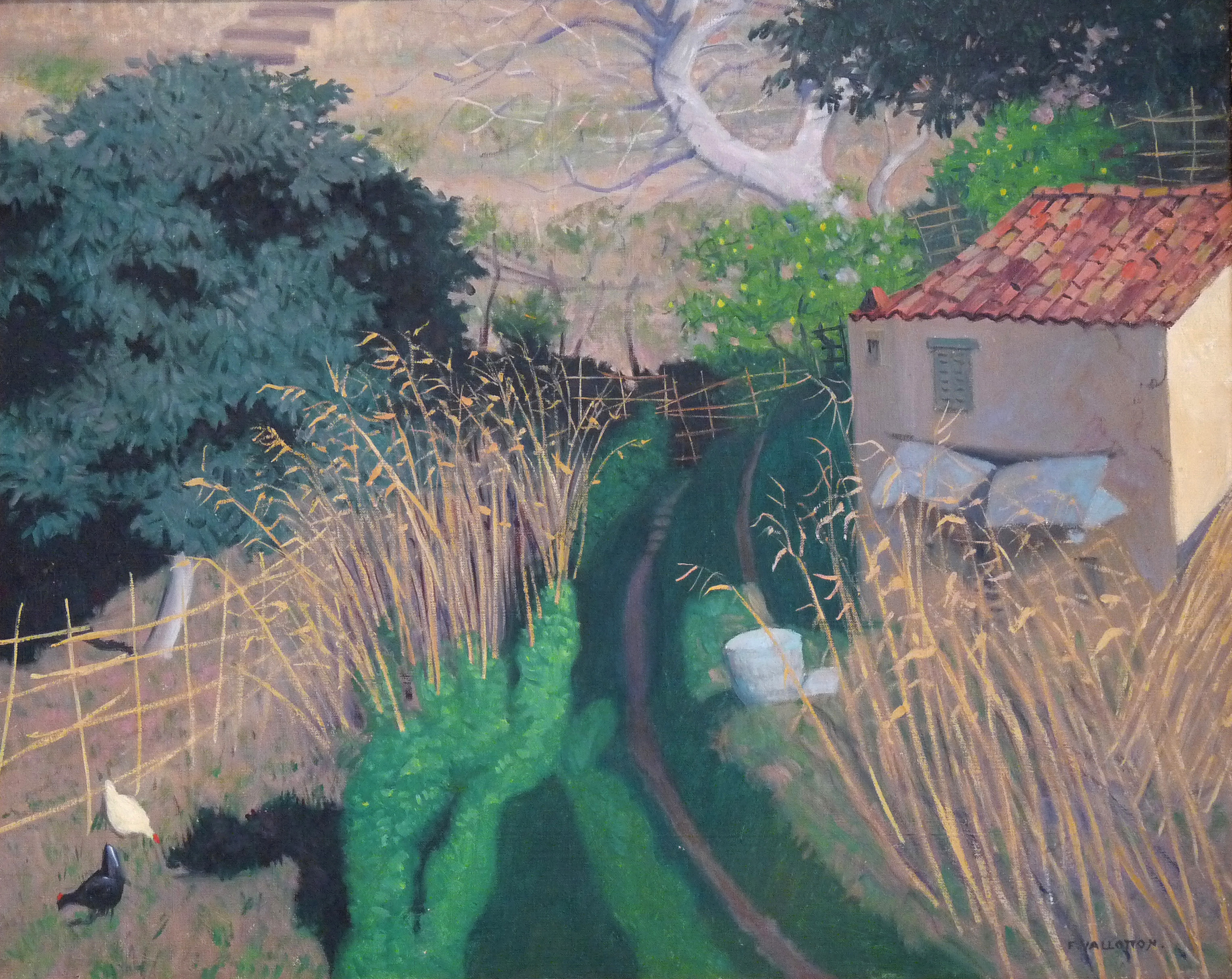
Maison et Roseaux, 1923.

## Analyse
L’œuvre est typique de la fin de production du peintre concentré sur un paysage sans personnages  (depuis 1917) et réalisée quelques années avant sa mort survenue en 1925.